# Светско првенство у пливању 2019 — 1.500 м слободно за жене
Такмичење у пливању у дисциплини 1.500 метара слободним стилом за жене на Светском првенству у пливању 2019. одржано је 22. јула (квалификације) и 23. јула (финале) као део програма Светског првенства у воденим спортовима. Трке су се одржавале у базену Универзитетског спортског центра Намбу у јужнокорејском граду Квангџуу.
За трке у овој дисциплини било је пријављено 29 такмичарке из 23 земље. Титулу светске првакиње из 2017. није одбранила Американка Кејти Ледеки пошто је због болести одустала од наступа у финалу. Нова светска првакиња је постала репрезентативка Италије Симона Квадарела која је у финалу испливала и нови национални рекорд своје земље у времену 15:40,89 минута, сребро је припало Немици Сари Келер, док је бронзану медаљу освојила Ванг Ђенђиахе из Кине.

## Освајачи медаља
|                        | Резултат |                  | Резултат |                     | Резултат |
|                        |          |                  |          |                     |          |
| Симона Квадарела (ИТА) | 15:40,89 | Сара Келер (НЕМ) | 15:48,83 | Ванг Ђенђиахе (КИН) | 15:51,00 |

## Званични рекорди
Пре почетка такмичења званични свестки рекорд и рекорд шампионата у овој дисциплини су били следећи:
| Рекорд                         | Име                | Резултат | Место                            | Датум           |
| ------------------------------ | ------------------ | -------- | -------------------------------- | --------------- |
| Светски рекорд СР              | Кејти Ледеки (САД) | 15:20,48 | Индијанаполис (Сједињене Државе) | 16. мај 2018.   |
| Рекорд светских првенстава РПр | Кејти Ледеки (САД) | 15:25,48 | Казањ (Русија)                   | 4. август 2015. |

## Резултати квалификација
За такмичење у тркама на 1.500 метара слободним стилом за жене било је пријављене 29 такмичарке из 23 земље, две такмичарке нису анступиле у својим тркама, а свака од земаља имала је право на максимално две представнице у овој дисциплини. Квалификационе трке одржане су 22. јула у јутарњем делу програма, са почетком од 12:23 по локалном времену, пливало се у 3 квалификационе групе, а пласман у финале остварило је 8 такмичарки са најбољим резултатима квалификација.
| Пл. | Група | Стаза | Пливачица               | Репрезентација   | Време    | Нап.     |
| --- | ----- | ----- | ----------------------- | ---------------- | -------- | -------- |
| 1.  | 3     | 4     | Кејти Ледеки            | Сједињене Државе | 15:48,90 | КВ (ОДУ) |
| 2.  | 2     | 4     | Симона Квадарела        | Италија          | 15:51,59 | КВ       |
| 3.  | 3     | 6     | Сара Келер              | Немачка          | 15:54,08 | КВ НР    |
| 4.  | 2     | 6     | Ајна Кешељ              | Мађарска         | 15:54,48 | КВ       |
| 5.  | 2     | 5     | Ешли Твичел             | Сједињене Државе | 15:56,22 | КВ       |
| 6.  | 2     | 3     | Кија Малвертон          | Аустралија       | 15:59,92 | КВ       |
| 7.  | 3     | 5     | Ванг Ђенђиахе           | Кина             | 16:00,17 | КВ       |
| 8.  | 3     | 3     | Меди Гоф                | Аустралија       | 16:02,75 | КВ       |
| 9.  | 3     | 3     | Миреја Белмонте Гарсија | Шпанија          | 16:08,37 | КВ       |
| 10. | 3     | 7     | Тјаша Одер              | Словенија        | 16:10,14 |          |
| 11. | 2     | 2     | Ђулија Габриелески      | Италија          | 16:16,01 |          |
| 12. | 2     | 7     | Кристел Кобрич          | Чиле             | 16:16,26 |          |
| 13. | 3     | 1     | Химена Перез            | Шпанија          | 16:19,61 |          |
| 14. | 3     | 8     | Јулија Хаслер           | Лихтенштајн      | 16:25,59 |          |
| 15. | 3     | 0     | Анастасија Кирпичњикова | Русија           | 16:27,59 |          |
| 16. | 2     | 0     | Тамила Холуб            | Португал         | 16:29,57 |          |
| 17. | 2     | 9     | Ема Окронин             | Канада           | 16:30,46 |          |
| 18. | 2     | 8     | Диана Дураис            | Португал         | 16:30,67 |          |
| 19. | 1     | 4     | Марлен Калер            | Аустрија         | 16:32,00 |          |
| 20. | 3     | 9     | Вивиан Жунгблут         | Бразил           | 16:36,25 |          |
| 21. | 1     | 3     | Ган Чинг Хви            | Сингапур         | 16:44,65 |          |
| 22. | 1     | 5     | Хан Дакјунг             | Јужна Кореја     | 16:49,13 |          |
| 23. | 2     | 1     | Џанг Ке                 | Кина             | 16:50,55 |          |
| 24. | 1     | 7     | Аријана Валони          | Сан Марино       | 16:56,98 |          |
| 25. | 1     | 2     | Хо Нам Вај              | Хонгконг         | 16:59,13 |          |
| 26. | 1     | 6     | Матеа Сумајсторчић      | Хрватска         | 17:02,01 |          |
| 27. | 1     | 8     | Хулија Арино            | Аргентина        | 17:17,99 |          |
| 28. | 1     | 1     | Суад Шеруати            | Алжир            | 17:25,12 |          |
| 29. | 1     | 0     | Ева Петровска           | БЈР Македонија   | 17:35,18 |          |

## Финале
Финална трка је пливана 23. јула са почетком од 20:10 часова по локалном времену.
| Пл. | Стаза | Пливач                  | Репрезентација   | Време    | Нап. |
| --- | ----- | ----------------------- | ---------------- | -------- | ---- |
|     | 4     | Симона Квадарела        | Италија          | 15:40,89 | НР   |
| 2   | 5     | Сара Келер              | Немачка          | 15:48,83 | НР   |
| 3   | 7     | Ванг Ђенђиахе           | Кина             | 15:51,00 |      |
| 4.  | 6     | Ешли Твичел             | Сједињене Државе | 15:54,19 |      |
| 5.  | 1     | Меди Гоф                | Аустралија       | 15:59,40 |      |
| 6.  | 3     | Ајна Кешељ              | Мађарска         | 16:01,35 |      |
| 7.  | 2     | Кија Малвертон          | Аустралија       | 16:01,38 |      |
| 8.  | 8     | Миреја Белмонте Гарсија | Шпанија          | 16:02,10 |      |